# Bibliographie sur Gassin
Cette bibliographie sur la commune de Gassin, non exhaustive, propose une liste d'ouvrages et d'articles en français classés par thème et, à l'intérieur de chaque thème, du plus ancien au plus récent.

## Ouvrages généraux consacrés à Gassin
- Colette Peirugues, Gassin. Au fil du temps…, mairie de Gassin, 1994, 188 p.  (ISBN 2-9508428-0-1)
- Mireille Rey-Brot, Gassin. Vigie mystérieuse du golfe de Saint-Tropez, éd. CPM, 1993, 142 p.
- Chiffres clés publiés par l’institut national de la statistique et des études économiques (INSEE). Dossier complet
- Chemin de traverse : Gassin, sur la route des templiers, par francetvinfo
- Gassin sur www.pop.culture.gouv.fr/
- Rapport de sondage, Golf de Gassin

## Gassin au cœur de la presqu’île de Saint-Tropez
- Raymond Bernardi, Les villages du golfe de Saint-Tropez : Saint-Tropez, Ramatuelle, Gassin, La Croix-Valmer, Cavalaire, Le Rayol-Canadel, La Môle, Grimaud, Cogolin, La Garde-Freinet, Le Plan-de-la-Tour, Sainte-Maxime, Barbentane, Équinoxe, « Le temps retrouvé », 1998, 320 p.

## Histoire

### Préhistoire
- J. Bérato, M. Borréani, C. Gébara, J.-M. Michel, « L’âge du Fer dans la dépression Permienne des Maures et de l’Estérel (Var) », in Documents d’Archéologie Méridionale, n° 18, 1995, p. 45-77.
- J.-P. Brun, J.-M. Michel, « Sanctuaires de l’Âge du Fer dans le Var », in Le Temps des Gaulois en Provence, à l’occasion du 24e colloque tenu à Martigues par l’Association Française pour l’Étude de l’Âge du Fer et l’exposition au Musée Ziem, 2000, p. 260-263.
- Jean-Pierre Brun, Jean-Marie Michel, « Sanctuaires de l’Âge du Fer dans le Var », in Le Temps des Gaulois en Provence, Chausserie-Laprée, Jean Ed., Martigues, Ville de Martigues / Musée Ziem, 2000, p. 260-263.
- S. Burri, « Campagne de relevés dans le massif des Maures », Bulletin scientifique du SRA PACA, 2010, SRA PACA, Aix-en-Provence, pp. 206-207.
- Jean Courtin, Gabriel Chabaud, « Nouvelles stations néolithiques de la côte varoise, environs de Saint Tropez (Var) », in Bulletin du Musée d’histoire naturelle de Marseille, 42, 1982, p. 19-33.
- Commandant Laflotte, « Les Mégalithes du Var », Mémoires de l’Institut Historique de Provence, Congrès de Toulon, 1928, pages 328 à 363.
- Florian Mothe, « Les dolmens du massif des Maures », in Freinet Pays des Maures, Conservatoire du patrimoine du Freinet, n°6, n°10, 2012-2013.
- Patrick Orsolini, Hervé Chamley, « Alluvionnement argileux et dynamique sédimentaire dans la région de Saint-Tropez », in Géologie méditerranéenne, 7 fasc. 2, 1980, p. 155-159 Quaternaire

### Antiquité

#### Économie

##### Viticulture
- Jean-Pierre Brun, « Vinum vetus : de la viticulture antique dans le Var », in Centre archéologique du Var, 2001, p. 133-146.
- Jean-Pierre Brun, « La Viticulture antique en Provence », in Gallia, 58, 2001, p. 69-89. (lire en ligne)
- Jean-Pierre Brun, Philippe Aycard, Gabriel Cazalas, Pascal Lecacheur, Martine Leguilloux, György Pálfi, « La villa romaine des Platanes à Saint-Tropez (Var) », in Revue archéologique de Narbonnaise, tome 30, 1997. pp. 203-217. (lire en ligne)
- Gaëtan Congès, Pascal Lecacheur, « Exploitation et domaine sur la côte varoise à l’époque romaine : l’exemple de la plaine de Pardigon (Cavalaire, Croix-Valmer) », in Travaux du Centre archéologique du Var 1996-1997 : hommage à Pascal Lecacheur, 1996-1997, p. 53-66.
- Gaëtan Congès, Pascal Lecacheur, «  Exploitation et domaine sur la côte varoise à l’époque romaine : exemple de la plaine de Pardigon, Cavalaire, Croix-Valmer, Var », in Documents d’archéologie française, 42, p. 279-287
- Martine Leguilloux, Sébastien Lepetz, « L’élevage en Narbonnaise et en Gaule du Nord : continuités ou ruptures ? », in Le IIIe siècle en Gaule Narbonnaise. Données régionales sur la crise de l’Empire (Table ronde du GDR 954, Aix-en-Provence, 15-16 septembre 1995), 1996, p. 257-275.
- Martine Leguilloux, « La Faune des villae gallo-romaines dans le Var : aspects économiques et sociaux », in Revue archéologique de Narbonnaise, 22, 1989, p. 311-322. (lire en ligne)

##### Autres
- Jacques Bérato, Franck Dugas, Michel Pasqualini, « Les Tuiles romaines dans le Var », in Annales de la Société des sciences naturelles et d’archéologie de Toulon et du Var, 40 fasc. 3, 1988, p. 133-142.
- Jean-Pierre Brun, « L’oléiculture antique en Provence d’après les recherches archéologiques récentes », Classical views, 28, fasc. 2, 1984, p. 249-262.

### Moyen Âge

#### Généralité
- A. Bucaille, « Les Templiers dans le Var », in Bulletin de la Société des amis du Vieux Toulon, 1941, pages 137 à 159.
- Albert Germondy, « Géographie historique du Freinet du Ve au XVIe siècle, simples notes », Bulletin trimestriel de la Société des sciences, belles lettres et arts du département du Var, 32e et 33e année, 1864-1865.
- Élisabeth Sauze, Philippe Sénac, Un pays provençal, le Freinet ; de l’an mille au milieu du XIIIe siècle, Minerve, 1986.
- Élisabeth Sauze, « Cavalaire au Moyen Âge », in Freinet Pays des Maures, Conservatoire du patrimoine du Freinet, no 4, 2003.
- [Franciscus Laurentius Simonin], Inventaire général des titres, papiers, chartres, documents, brevets de chevallerie, pensions et grâce accordés à l’illustre maison de Castellane de Provence renfermés dans les archives du château de Grimaud, précédé d’une histoire de la maison de Castellane de Provence, pour servir à celle de Castellane St-Jeurs et Grimaud, fait en l’année 1781, Marseille, Impr. St-Léon, 1902, XV-203 p. (lire en ligne)
- Gassin sur provence7.com/

#### Architecture et habitat
- M.-L. Barthélémy, Procès-verbal de la visite en 1323 des fortifications des côtes de Provence, Mélanges historiques, T. IV, Paris, 1882.
- Roderic Béra, Christophe Claramunt, « Can relative adjency contribute to space syntax in the search for a structural logic of the city », in Geographic Information Science, volume 3234, série Lecture Notes in Computer Science, pages 38 à 50.
- P. Bernardi et Élisabeth Sauze, Gassin, le développement urbain d’après les cadastres d’Ancien Régime, rapport dactylographié inédit.
- Jacques Félix Girardin, « Notice ou description historique du diocèse de Fréjus », in Bulletin de la Société d’études scientifiques et archéologiques de Draguignan, 1871, 8, p. 1-311.
- M. Guérard, Cartulaire de l’abbaye de Saint Victor de Marseille, collection des cartulaires de France, Typographie de Ch. Lahure, Paris, 1857.
- B. Hillier. et J. Hanson, Cambridge, Cambridge University Press, 1984, 1re  éd., poche  (ISBN 978-0-521-36784-4), (LCCN 83015004) [dans la théorie de la syntaxe spatiale, Gassin a été l’un des modèles utilisé dès l’origine par B. Hillier. Cet exemple est repris depuis dans de nombreuses études se fondant ou utilisant la syntaxe spatiale]
- Bernard Romagnan, « Datations nouvelles des édifices religieux de Saint-Tropez », Freinet pays des Maures, n° 3, 2002, p. 21-32.
- Bernard Romagnan, « La chapelle N.-D. L’Annonciade de Cavalaire », Freinet pays des Maures, n° 3, 2002, p. 9-19.
- Charles-Laurent Salch, Dictionnaire des châteaux et des fortifications du moyen âge en France, Strasbourg, Editions Publitotal, 4ème trimestre 1979, 1287 p. (ISBN 978-2-86535-070-4 et 2-86535-070-3)Gassin, p. 504
- Élisabeth Sauze, « Le phénomène castral dans le massif des Maures » in Freinet, pays des Maures, no  6, 2005-2006, Conservatoire du patrimoine du Freinet, La Garde-Freinet [lire en ligne].

#### Incursions sarrasines
- Amargier P.-A., « La capture de Saint-Mayeul de Cluny et l’expulsion des Sarrazins de Provence », Revue Bénédictine, Paris, 1963, p. 316-323.
- Fernand Benoît, « Documents historiques sur le incursions des Sarrazins et des Barbaresques en Camargue au Moyen Âge », Revue tunisienne, p. 301-306.
- Pierre Guichard, « Les débuts de la piraterie andalouse en Méditerranée occidentale (798-813) », Revue de l’Occident musulman et de la Méditerranée, t. 35, 1983, p. 55-76.
- Didier Hamoneau, L’histoire méconnue de l’Islam en Gaule (VIIIe – Xe siècle) - La Gaule arabo-berbère de l’émirat de Narbonne à La Garde-Freinet, La Ruche.
- Philippe Jansen, Annliese Nef et Christophe Picard, La Méditerranée entre pays d’islam et monde latin, SEDES, « Regards sur l’histoire », 2000.
- P. Malausséna, « Promissio redemptionis : le rachat des captifs chrétiens en pays musulman, à la fin du XIVe siècle », in Annales du Midi : revue archéologique, historique et philologique de la France méridionale, Tome 80, N°88, 1968. pp. 255-281. (en ligne [archive]
- Bernard Romagnan, « Morisques en Provence, les chemins de l’exil », in Les Sarrasins en Méditerranée au Moyen Âge, Qantara n° 90, 2014, p. 50-54.
- Philippe Sénac, Provence et piraterie sarrasine, Paris, 1982.
- Philippe Sénac, « Le califat de Cordoue et la Méditerranée occidentale au Xe siècle : le Fraxinet des Maures », in Zones côtières littorales dans le monde méditerranéen au Moyen Âge : défense, peuplement, mise en valeur, Rome-Madrid, éd. J.-M. Martin, 2001, p. 113-126.

#### Économie
- H. Amouric, « Pratiques et usages de la forêt provençale au Moyen Âge », in La vida medieval a les dues vessants del Pirineu. Actes del 12 curs d’arqueologia d’Andorra 1988 i 1989, Patrimoni artistic nacional, Andorra, 1991, pages 77 à 89.
- S. Burri, « La saisonnalité des techniques : l’exemple de la levée du liège dans le massif des Maures à la fin du Moyen Âge », Artisanats et métiers en Méditerranée, Ouerfelli (M.) ed., Presses universitaires de Provence, Le Temps de l’Histoire (2014).
- S. Burri, « Production et commerce de la poix et de l’huile de cade en basse Provence au Moyen Âge », in Des hommes et des plantes. Exploitation et gestion des ressources végétales de la Préhistoire à nos jours. Session Usages et Symboliques des plantes, Actes des XXXes Journées internationales d’archéologie et d’histoire d’Antibes. 22-24 octobre 2009, Delhon (C.), Théry-Parisot (I.) et Thiébault (S.) eds, Antibes.

### Époque moderne

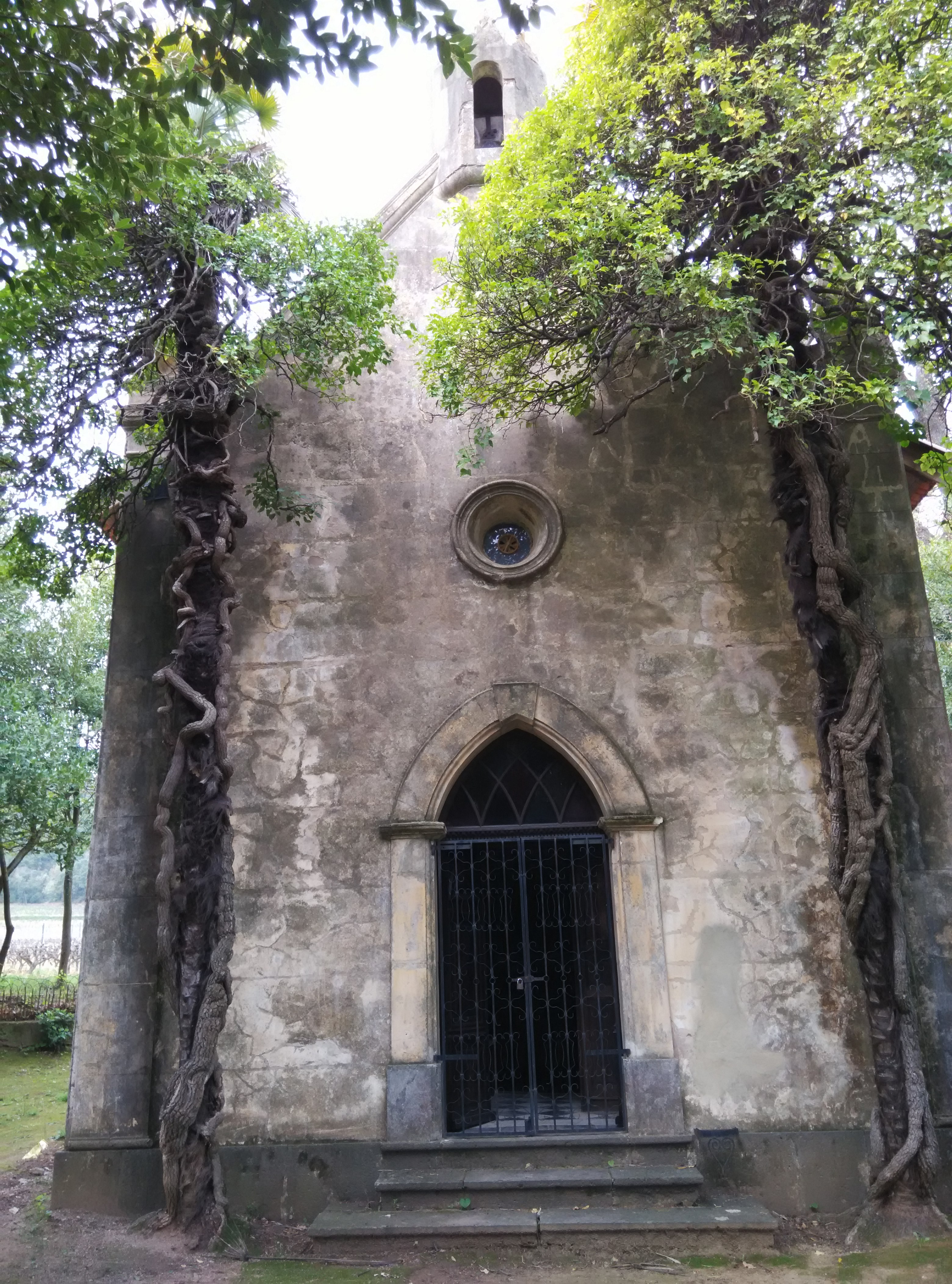
Chapelle du château Minuty.

#### Architecture et habitat
- Caroline Espigues, « Château Minuty : une chapelle privée en terre gassinoise (Var) », in Freinet Pays des Maures, Conservatoire du patrimoine du Freinet, no5, 2004.
- « François Spoerry: Village de Gassin, France », Architecture in Arcadia, Academy Editions,‎ 1993, p. 94-98 (ISBN 9781854901965, OCLC 30808967)
- Fondation pour l'architecture (Brussels, Belgium), Prix européen de la reconstruction de la ville = European award for the reconstruction of the city., Bruxelles, Fondation pour l'architecture, 1998, 50 p. (ISBN 2-930037-24-5, OCLC 45255252, lire en ligne)

#### Économie
- Marie-Pierre Berthet, « Activités minières et métallurgiques dans le massif des Maures », in Freinet Pays des Maures, Conservatoire du patrimoine du Freinet, no5, 2004.
- Étienne Juillard, « La côte des Maures. Son évolution économique et sociale depuis cent ans, étudiée dans la région de Saint-Tropez », Revue de géographie alpine, 1957, Volume 45, Numéro 2, pp. 289-350. (lire en ligne)
- Bernard Romagnan, « Gestion de la mouture du blé dans une communauté de la Provence orientale à l’Époque moderne : Saint-Tropez (fin XVe-début XIXe) », in Agriculture méditerranéenne, variétés des techniques anciennes, Cahier d’histoire des techniques n°5, Publication de l’Université de Provence, 2002, p. 197-208.
- Bernard Romagnan, « À quoi servait l’augue sur la presqu’île de Saint-Tropez du XVIIe au début du XXe siècle ? », Freinet pays des Maures, n° 4, 2003, p. 9-12.
- Bernard Romagnan, « L’exploitation de la feuille d’arbousier dans le massif des Maures à l’époque moderne (XVIe – XVIIe siècles) », in Plantes exploitées plantes cultivées, cultures, techniques et discours, Cahier d’histoire des techniques n°6, Publication de l’Université de Provence, 2003, p. 139-146.
- Bernard Romagnan, « Le liège à tout faire : l’exemple des Maures », in Le bois, l’écorce et la sève, les artisans forestiers et l’identité des terres rurales en Méditerranée, Collection du Monde alpin et rhodanien, 2012, p. 78-93.
- Bernard Romagnan, « L’exploitation du liège dans les massifs des Maures et de l’Estérel au cours des périodes médiévale et moderne », Provence historique, fascicule 251, 2013, p. 51-63.
- Nathalie Leydier, « L’art du foudrier », in Freinet Pays des Maures, Conservatoire du patrimoine du Freinet, no3, 2002.
- L. Tregaro, « Les Maures et l’Estérel, étude de géographie humaine », in Bulletin de la société languedocienne de géographie, t. II, 1931.

## Faune et flore
- Abel Albert et Émile Jahandiez (précédé d'une introduction de Charles Flahaut, Le Var et la Basse Provence), Catalogue des plantes vasculaires qui croissent naturellement dans le département du Var, Paris, Paul Klincksieck, 1908 (lire en ligne)
- Laurent Boudinot, « L’apiculture à La Garde-Freinet et dans le massif des Maures de la fin du XVIe siècle au milieu du XVIIIe siècle », in Freinet Pays des Maures, Conservatoire du patrimoine du Freinet, no6, no9, 2010-2011.
- Edmond Camus et Aimé Camus, Florule de Saint-Tropez et de ses environs immédiats, Paris, Librairie Paul Lechevalier, 1912, 38 p. (lire en ligne)
- Romain Garrouste, « La Diane, un papillon des zones humides méditerranéennes qui mérite d’être protégé plus efficacement », in Freinet Pays des Maures, Conservatoire du patrimoine du Freinet, no7, 2007.
- Denis Huin, Dominique Rombaut et Antoine Catard, « Les mares et les ruisseaux temporaires dans les Maures », in Freinet Pays des Maures, Conservatoire du patrimoine du Freinet, no5, 2004.
- Denis Huin, « Le retour des grands rapaces dans les Maures », in Freinet Pays des Maures, Conservatoire du patrimoine du Freinet, no6, 2005-2006.
- André Joyeux, « Typologie et particularités du cortège amphibien du massif des Maures », in Freinet Pays des Maures, Conservatoire du patrimoine du Freinet, no7, 2007.
- Pierre Quertier, Annie Aboucaya et Stéphane Beltra, Office national des forêts (ill. Maïté Childeric), Guide du naturaliste dans le Var, Seyssinet-Pariset, Libris, 2002, 382 p. (ISBN 2-907781-58-8), Les Maures littorales 95-135
- Inventaire national du patrimoine naturel de la commune